# Sốp Cộp (xã)
Sốp Cộp là một xã thuộc huyện Sốp Cộp, tỉnh Sơn La, Việt Nam.

## Địa lý
Xã Sốp Cộp có vị trí địa lý:
- Phía đông và bắc giáp huyện Sông Mã
- Phía tây giáp xã Dồm Cang
- Phía nam giáp xã Mường Và và xã Nậm Lạnh.

Xã Sốp Cộp có diện tích 45,18 km², dân số năm 2019 là 6.187 người, mật độ dân số đạt 137 người/km².

## Hành chính
Xã Sốp Cộp được chia thành 11 bản: Hua Mường, Sốp Cộp, Pe, Ban, Nó Sài, Sốp Nặm, Nà Dìa, Nà Lốc, Tà Cọ, Co Hịnh, Pá Hốc.

## Quy hoạch
Dự kiến, toàn bộ xã sẽ được nâng lên thị trấn.